# Juhöhe (Mörlenbach)
Juhöhe im südhessischen Landkreis Bergstraße ist eine Siedlung in der Gemarkung des Ortsteils Bonsweiher der Gemeinde Mörlenbach. Die Siedlung im Odenwald ist staatlich anerkannter Erholungsort und umfasst etwa 64 Haushalte und 180 Einwohner.

## Geographische Lage
Juhöhe liegt im Vorderen Odenwald im Naturpark Bergstraße-Odenwald etwa 200 m nordöstlich der Grenze zu Baden-Württemberg. Es befindet sich 1,7 km nordwestlich von Bonsweiher und 4,3 km (jeweils Luftlinie) südöstlich von Heppenheim. Diese zwei Ortschaften miteinander verbindend führt durch die Siedlung und nordwestlich davon über den Gebirgspass Juhöhe (ca. 371 m) die Landesstraße 3120. Umgeben ist Juhöhe von der Kohlplatte (ca. 345 m) im Nordnordwesten, dem Zigeunerkopf (359,5 m) im Ostnordosten, dem Großen Köpfchen (376,2 m) im Süden und dem Steinkopf (402,1 m) im Westen. Die Siedlung Juhöhe ist mit dem Wohngebiet Hasselhaag zusammengewachsen, wo sich auf dem Großen Köpfchen, an der Grenze zum Stadtgebiet von Heppenheim gelegen, die höchste Erhebung der Gemarkung befindet. Eine kurze gemeinsame Grenze gibt es dort auch mit Laudenbach in Baden-Württemberg.

## Geschichte
Die ältesten menschlichen Spuren im Gebiet der Juhöhe reichen vermutlich zurück in die Jungsteinzeit. In den Jahren 1892, 1903 und 1928 öffneten Archäologen in der Nähe des Steinkopfes vier mit Steinkränzen eingefasste Hügelgräber und entdeckten kugelförmige Vorratsgefäße, Becher aus Ton mit Schnurverzierungen, Steinbeile und Messer aus Feuerstein. Sie ordneten die Funde den Schnurkeramikern zu, die etwa von 2500 bis 1800 v. Chr. lebten. Umstritten ist allerdings, ob sich ihre Siedlung auf dem Berg oder in einem zur Bergstraße hin orientierten Tal befand. Ebenso ungesichert ist die Datierung von, in der Nähe der Gräber gefundenen, Schlacken einer Kupferschmelze.
Die nachweisbare Geschichte der Region beginnt mit der Landnahme der Odenwaldtäler. Die auf der Gemarkung Bonsweihers gelegenen Höfe der Juhöhe, einschließlich Hasselhaag und Frauenhecke, haben mit diesem Dorf eine gemeinsame politische Vergangenheit (s. Geschichte Bonsweihers) und sind in den Urkunden meistens nicht getrennt ausgewiesen. Im Zinsbuch von 1568 werden die Besitzer von 9 Gehöften aufgelistet, darunter zwei (Knorren- und Münstlers-Hube), deren Äcker an die Ober-Laudenbacher Gemarkung angrenzen, also auf der Juhöhe vermutet werden können. Hasselhaag wird in Dokumenten von 1631 als „im Heßels“ und von 1840 als „im Hesselhag“ bezeichnet. Das Lindenfelßer Amts-Protocoll vom 25. April 1721 erwähnt unter den Gemarkungsgrenzen das Gehöft „Frauenheck“.
Der Name der Juhöhe taucht erstmals in einer Dokumentation des Heidelberger Stadtdirektors Pfister über die Hölzerlips-Bande auf. Vor ihrem Überfall am 30. April 1811 auf Schweizer Kaufleute an der Bergstraße zwischen Hemsbach und Laudenbach kehrten die Räuber in einem „Juchhe-Häuschen“ der „Michael Fuhnischen [=Fuhr] Eheleute“ ein, welche „einige darumliegende Güterstücke“ besaßen. Im Kirchbuch der Pfarrei Rimbach wird die Juhöhe als Wohnort von Michael Fuhr im Zusammenhang mit seiner zweiten Eheschließung am 8. Januar 1837 genannt. Ihr Haus, das erste auf der Juhöhe, an der Kreuzung zweier alter Verkehrswege brannte 1886 ab, auf den Grundmauern wurde der heute noch erhaltene Nachfolgebau errichtet. 
Zusammen mit Bonsweiher kam die Juhöhe 1803 von der Kurpfalz an Hessen und teilt sich auch weiterhin die Territorialgeschichte mit Bonsweiher. 
In den Statistiken des Großherzogtums Hessen werden, bezogen auf Dezember 1867, für den Weiler Juhöhe  die Gemarkung Bonseher, die Bürgermeisterei in Bonseiher, 9 Häuser, 61 Einwohnern, der Kreis Lindenfels, das Landgericht Fürth, die evangelisch-lutherische Pfarrei Rimbach bzw. die reformatorische Pfarrei Schlierbach des Dekanats Lindenfels und die katholische Pfarrei Mörlenbach des Dekanats Heppenheim, angegeben.
Während Frauenhecke und Hasselhaag bis heute Einzelgehöfte sind, entwickelt sich die Häuser- und Einwohnerzahl (Ew.) auf der Juhöhe zuerst langsam – 1828: 1 Haus, 1861: 9, 1900: 10 (55 Ew.), 1925: 13 (71), 1946: (97 Ew.) – und verdoppelte sich von 1946 bis heute.
Im Zuge der Gebietsreform in Hessen schloss sich zum 31. Dezember 1971 die Gemeinde Bonsweiher und mit ihr die Juhöhe als letztes der ehemals selbständigen Nachbardörfer der Gemeinde Mörlenbach an.

## Wanderwege
Markierte Wanderwege führen von den Parkplätzen An der Lee, Hölzerne Hand und Frauenhecke, die offiziell nur in unmittelbarer Nähe der Juhöhe, aber in Heppenheimer Gemarkung liegen, zu den Natur- und Kulturdenkmälern (s. o.). Im Detail sind die folgenden Wanderungen markiert:
- Parkplatz An der Lee (Gemarkung Heppenheim).
  - 1: Lee-Rundweg.[12]
  - 2: Kirschenalleeweg.[13]
  - 3: Rund um den Steinkopf.[14]
- Parkplatz Hölzerne Hand (Gemarkung Sonderbach, Stadtteil von Heppenheim).
  - 5: Kohlplattenweg.[15]
  - 6: Hundskopfweg.[16]
- Parkplatz Frauenhecke (Gemarkung Sonderbach, Stadtteil von Heppenheim).
  - 3: Unertsweg.[17]
  - 7: Juhöhblickweg.[18]
  - 8: Zigeunerkopfweg.[19]

All diese Wanderungen sind auch auf der Wanderkarte 8 Bergstraße-Weschnitztal des Geo-Naturparks Bergstraße-Odenwald bzw. des Naturparks Neckartal-Odenwald zu finden.
Wald- und Höhenwege verbinden die Juhöhe mit den Ausflugszielen Bonsweiher (Teichanlage im Unerts), Waldsee bei Klein-Breitenbach (teilweise Kunstweg Mörlenbach), Kreiswald und Albersbach (teilweise Obstwiesen Lehrpfad). Auf dem Gebirgskamm nach Süden mit Ausblicken ins Weschnitztal bzw. die Rheinebene und vorbei an den Natur- und Kulturdenkmälern am Kreuzberg erreicht man den Waldnerturm bzw. Balzenbach.
Durch Juhöhe verläuft zudem der Europäische Fernwanderweg E1.